# Neolophonotus ensiculus
Neolophonotus ensiculus là một loài ruồi trong họ Asilidae. Neolophonotus ensiculus được Londt miêu tả năm 1987. Loài này phân bố ở vùng nhiệt đới châu Phi.